# Rhyacophila tsurakiana
Rhyacophila tsurakiana là một loài Trichoptera trong họ Rhyacophilidae. Chúng phân bố ở miền Cổ bắc.